# Internationale Cricket-Saison 2011
Die internationale Cricket-Saison 2011 fand zwischen Mai 2011 und September 2011 statt. Als Sommersaison werden vorwiegend Heimspiele der Mannschaften aus Europa ausgetragen, welche durch das ICC Future Tours Programm 2011–2020 vorgegeben sing. Die ausgetragenen Tests der internationalen Touren bilden die Grundlage für die ICC Test Championship. Die ODI bilden den Grundstock für die ICC ODI Championship und die Twenty20-Spiele für die ICC T20I Championship.

## Überblick

### Internationale Touren
| Beginn             | Heimteam    | Auswärtsteam | Resultate | Resultate | Resultate | Artikel |
| Beginn             | Heimteam    | Auswärtsteam | Test      | ODI       | Twenty20  | Artikel |
| ------------------ | ----------- | ------------ | --------- | --------- | --------- | ------- |
| 9. April 2011      | Bangladesch | Australien   |           | 0–3 [3]   |           | Artikel |
| 21. April 2011     | West Indies | Pakistan     | 1–1 [2]   | 2–3 [5]   | 1–0 [1]   | Artikel |
| 26. Mai 2011       | England     | Sri Lanka    | 1–0 [3]   | 3–2 [5]   | 0–1 [1]   | Artikel |
| 28. Mai 2011       | Irland      | Pakistan     |           | 0–2 [2]   |           | Artikel |
| 4. Juni 2011       | West Indies | Indien       | 0–1 [3]   | 2–3 [5]   | 0–1 [1]   | Artikel |
| 21. Juli 2011      | England     | Indien       | 4–0 [4]   | 3–0 [5]   | 1–0 [1]   | Artikel |
| 4. August 2011     | Simbabwe    | Bangladesch  | 1–0 [1]   | 3–2 [5]   |           | Artikel |
| 6. August 2011     | Sri Lanka   | Australien   | 0–1 [3]   | 2–3 [5]   | 2–0 [2]   | Artikel |
| 25. August 2011    | Irland      | England      |           | 0–1 [1]   |           | Artikel |
| 1. September 2011  | Simbabwe    | Pakistan     | 0–1 [1]   | 0–3 [3]   | 0–2 [2]   | Artikel |
| 23. September 2011 | England     | West Indies  |           |           | 1–1 [2]   | Artikel |

### Internationale Turniere
| Beginn             | Turnier                                            | Land                         |
| ------------------ | -------------------------------------------------- | ---------------------------- |
| 8. April 2011      | ICC World Cricket League Division Two 2011         | Vereinigte Arabische Emirate |
| 1. Mai 2011        | ICC World Cricket League Division Seven 2011       | Botswana                     |
| 11. Juli 2011      | Triangular Series in Schottland in der Saison 2011 | Schottland                   |
| 2. September 2011  | Pazifikspiele 2015                                 | Neukaledonien                |
| 17. September 2011 | ICC World Cricket League Division Six 2011         | Malaysia                     |

### Fortlaufende Turniere
| Dauer     | Turnier                               |
| --------- | ------------------------------------- |
| 2011–2013 | ICC Intercontinental Cup 2011–2013    |
| 2011–2013 | ICC World Cricket League Championship |

### Internationale Touren (Frauen)
| Beginn          | Heimteam    | Auswärtsteam | Resultate | Resultate | Artikel |
| Beginn          | Heimteam    | Auswärtsteam | WODI      | WTwenty20 | Artikel |
| --------------- | ----------- | ------------ | --------- | --------- | ------- |
| 21. April 2011  | Sri Lanka   | Pakistan     | 1–0 [1]   |           | Artikel |
| 12. Juni 2011   | Australien  | Neuseeland   | 2–0 [3]   |           | Artikel |
| 20. August 2011 | Niederlande | Irland       |           | 0–2 [2]   | Artikel |
| 28. August 2011 | West Indies | Pakistan     | 3–1 [4]   | 2–1 [4]   | Artikel |

### Internationale Turniere (Frauen)
| Beginn          | Turnier                                      | Land        |
| --------------- | -------------------------------------------- | ----------- |
| 24. April 2011  | Women’s t20 Quadrangular Series 2011         | Sri Lanka   |
| 23. Juni 2011   | NatWest Women’s T20 Quadrangular Series 2011 | England     |
| 15. August 2011 | Women’s European Championship Twenty20 2011  | Niederlande |

## Nationale Meisterschaften
Aufgeführt sind die nationalen Meisterschaften der Full Member des ICC.
| Land      | First-Class              | List A                  | Twenty20                                  |
| --------- | ------------------------ | ----------------------- | ----------------------------------------- |
| England   | County Championship 2011 | Clydesdale Bank 40 2011 | Twenty20 Cup 2011                         |
| Indien    |                          |                         | Indian Premier League 2011                |
| Pakistan  |                          |                         | Faysal Bank Super Eight T-20 Cup 2011     |
| Sri Lanka |                          |                         | Inter-Provincial Twenty20 Tournament 2011 |